# Городокское сражение
Городокское сражение или в западной историографии Сражение при Рава-Русской — сражение между русскими и австро-венгерскими войсками во время Первой мировой войны, проходившее 2 сентября 1914 — 11 сентября 1914 года. Являлось составной частью Галицийской битвы 1914 года. Завершилось победой русских войск.

## Ход сражения
К началу сражения оборонявшие Холм и Люблин 4-я и 5-я армии получили подкрепления. На правом фланге фронта была образована 9-я армия генерала П. А. Лечицкого. В её состав вошли 18-й и 14-й корпуса. 21 августа (3 сентября) Иванов отдал директиву о переходе в общее наступление. 9-я, 4-я и 5-я армии должны были наступать в юго-западном направлении на нижний Сан. 3-я армия получила приказ нанести удар на северо-запад во фланг и тыл 1-й и 4-й армий австрийцев. Против 3-й и 2-й австро-венгерских армий командование фронтом оставляло 8-ю армию Брусилова.
20 августа (2 сентября) — 22 августа (4 сентября) 4-я русская армия нанесла поражение группе Куммера. В то же время был разбит 10-й корпус армии Данкля. Левофланговые корпуса 5-й и правофланговые корпуса 3-й русских армий не только отбили все атаки противника, но и настойчиво теснили 4-ю армию Ауффенберга, охватывая ее с двух сторон. 26 августа (8 сентября) войска 8-й армии развернули наступательные действия на Городокской позиции. Около полудня противник начал контратаки. Завязались упорные бои. Они продолжались четыре дня. 
В свою очередь начальник генерального штаба австро-венгерской армии Конрад фон Гётцендорф замышлял грандиозное сражение в районе западнее Львова, которое должно было явиться последним актом кампании и привести к разгрому 3-й и 8-й русских армий, освобождению Восточной Галиции от российских войск. Во исполнение своего оперативного замысла он в 22 часа 30 минут 19 августа (1 сентября) отдал соответствующий приказ. Задача 3-й армии состояла в том, чтобы оборонять участок Яворов, Городок до начала активных действий 4-й армии, после чего нанести удар на Львов. 4-я армия (ударная) должна была прорваться на Львов. 2-я армия сосредоточивалась по нижнему течению р. Верещицы, имея целью начать наступление на львовском направлении одновременно с 4-й и 3-й армиями. 1-й армии Данкля надлежало совместно с группой Иосифа Фердинанда прочно сковать северные русские армии на то время, которое было необходимо для проведения операции в районе Львова. 
Конрад фон Гётцендорф перебросил 4-ю армию на львовское направление. Создав превосходство (три армии против двух), австро-венгерские войска 28 августа (10 сентября) перешли в наступление с линии  Рава-Русская — Городок, где столкнулись с наступавшими частями русских 3-й и 8-й армий. В тяжёлых боях русские войска остановили австрийское наступление. Наступление с севера войск 5-й армии Плеве, 27 августа (9 сентября) занявших Томашов, поставило под угрозу тылы 4-й армии. 
29 августа (11 сентября) Конраду стало ясно, что его план наступления на Львов не удался. Он приказал прекратить боевые действия и отвести армии за реку Сан.

## Результаты
Таким образом, попытка австрийского командования, прервав наступление между Вислой и Бугом и собрав на правом фланге более 2/3 всех своих сил в Галиции, разгромить русские 3-ю и 8-ю армии и освободить Львов, после 6-дневных тяжелых боёв закончилась фиаско — несмотря на тактические успехи австрийских 2-й и 3-й армий австрийцев. Опасаясь за коммуникации, 30 австрийских дивизий были вынуждены спешно отходить — ведь над ними нависла угроза с севера, угроза флангового удара от 9-й, 4-й и 5-й армий.
Австрийцы, по словам М. Ауффенберга, называли Городокское сражение «призывом к счастью», понимая маловероятность переломить ситуацию. Они боролись упорно и ожесточенно, но потерпели в конечном итоге общее поражение.
К 8 (21) сентября русские войска заняли почти всю восточную Галицию, почти всю Буковину с г. Черновцами и осадили Перемышль. Тем не менее, австро-венгерские армии сохраняли боеспособность.